# 胆固醇生物合成
胆固醇是真核生物细胞膜的组分，也是多种生物活性物质的前体，因此它的生物合成和代谢转变以及转运一直是生物学家关注焦点之一。其过程大致为：乙酰CoA→甲羟戊酸→二甲烯丙基焦磷酸→鲨烯→胆固醇。
哺乳动物几乎所有细胞都能合成胆固醇，其中最活跃的是肝细胞（80％），其次是小肠上皮细胞（10％）和皮肤（5％）。细胞内合成胆固醇的场所是细胞质，其中一部分反应在细胞液发生，另一部分则在内质网上进行。

## 从乙酰CoA合成活化的异戊二烯
两分子乙酰CoA合成乙酰乙酰CoA，在HMG-CoA合酶催化下结合一分子乙酰CoA生成β-羟基-β-甲基戊二酸单酰CoA（HMG-CoA），在HMG-CoA还原酶（限速酶）催化下被还原为甲羟戊酸。甲羟戊酸经磷酸甲羟戊酸转变为5-焦磷酸甲羟戊酸，在焦磷酸甲羟戊酸脱羧酶催化下脱羧，生成活化的异戊二烯单位——异戊二烯焦磷酸。异戊二烯焦磷酸在异戊二烯焦磷酸异构酶的催化下转化为二甲烯丙基焦磷酸。
|  |  | 乙酰CoA |

|  |  | 乙酰乙酰CoA |

|  |  | β-羟-β-甲基戊二酸单酰CoA（HMG-CoA） |

|  |  | 甲羟戊酸 |

|  |  | 5-磷酸甲羟戊酸 |

|  |  | 5-焦磷酸甲羟戊酸 |

|  |  | 3-磷酸-5-焦磷酸甲羟戊酸 |

|  |  | 异戊二烯焦磷酸 |

|  |  | 二甲烯丙基焦磷酸 |

## 从活化的异戊二烯单位合成鲨烯
在二甲烯丙基转移酶催化下，一个二甲烯丙基焦磷酸与一个异戊二烯焦磷酸头尾缩合为牻牛儿焦磷酸。在牻牛儿基转移酶的催化下，牻牛儿焦磷酸与另一个异戊二烯焦磷酸头尾缩合成法尼基焦磷酸。两分子法尼基焦磷酸在法尼基转移酶或鲨烯合酶催化下头头缩合为前鲨烯焦磷酸，在NADPH还原下重排得到含有30个碳原子的鲨烯。
|  |  | 二甲烯丙基焦磷酸 |

|  |  | 牻牛儿焦磷酸 |

|  |  | 法尼基焦磷酸 |

|  | 前鲨烯焦磷酸 |

|  |  | 鲨烯 |

## 从鲨烯合成胆固醇

胆固醇分子骨架的碳原子编号。

鲨烯在鲨烯单加氧酶的催化下环氧化为2,3-环氧鲨烯，随后在羊毛固醇合酶催化下发生一个复杂的由质子引发的环化反应，生成四环结构的羊毛固醇。下面连续发生一系列复杂的反应形成7-脱氢胆固醇，经还原得胆固醇。这一系列复杂的反应包括：
- 三个连续的去甲基化反应，分别在4-，4-和14-位上。
- 8-位上的双键转移到5-位上。
- 侧链双键的还原。

|  |  | 鲨烯 |

|  |  | (S)-2,3-环氧鲨烯 |

|  |  | 羊毛固醇 |

|  |  | 4,4-二甲基-5α-胆甾-8,14,24-三烯-3β-醇 |

|  |  | 14-去甲基羊毛固醇 |

|  |  | 4α-甲基酵母甾醇-4-羧酸 |

|  |  | 3-氧代-4-甲基酵母甾醇 |

|  |  | 4α-甲基酵母甾醇 |

|  |  | 酵母甾醇 |

|  |  | 5α-胆甾-7,24-二烯-3β-醇 |

|  |  | 7-烯胆甾烷醇 |

|  |  | 7-脱氢胆固醇 |

|  |  | 胆固醇 |

更多信息，请参见胆固醇条目。
| 底物              | 反应箭头              | 关键酶 |  |
| 高能磷酸 还原当量 | CO2 / HCO3− C1产物 氮 |        |  |